# Lijst van voetbalinterlands Antigua en Barbuda - Trinidad en Tobago (vrouwen)
Deze lijst van voetbalinterlands is een overzicht van alle officiële voetbalinterlands tussen de nationale vrouwenteams van Antigua en Barbuda en Trinidad en Tobago. De landen hebben tot nu toe drie keer tegen elkaar gespeeld.

## Wedstrijden
| № | Plaats        | Datum            | Competitie                                | Wedstrijd                               | Uitslag |
| - | ------------- | ---------------- | ----------------------------------------- | --------------------------------------- | ------- |
| 1 | Port of Spain | 22 augustus 2014 | Caribbean Cup 2014                        | Trinidad en Tobago − Antigua en Barbuda | 3 − 0   |
| 2 | Kingston      | 29 augustus 2018 | CONCACAF W Championship 2018 kwalificatie | Trinidad en Tobago − Antigua en Barbuda | 5 − 0   |
| 3 | Couva         | 2 oktober 2019   | Olympische Spelen 2020 kwalificatie       | Trinidad en Tobago − Antigua en Barbuda | 5 − 0   |

## Samenvatting
| Competitie                           | Totaal gespeeld | Winst Antigua en Barbuda | Gelijk | Winst Trinidad en Tobago | Doelsaldo Antigua en Barbuda – Trinidad en Tobago |
| ------------------------------------ | --------------- | ------------------------ | ------ | ------------------------ | ------------------------------------------------- |
| Olympische Spelen kwalificatie       | 1               | 0                        | 0      | 1                        | 0 − 5                                             |
| CONCACAF W Championship kwalificatie | 1               | 0                        | 0      | 1                        | 0 − 5                                             |
| Caribbean Cup                        | 1               | 0                        | 0      | 1                        | 0 − 3                                             |
| Totaal                               | 3               | 0                        | 0      | 3                        | 0 − 13                                            |